# Hermanas de la Virgen María Reina del Rosario
La Congregación de Hermanas de la Beata Virgen María Reina del Santísimo Rosario (oficialmente en italiano: Istituto delle suore della Beata Vergine Maria del Santissimo Rosario) es una congregación religiosa católica femenina de vida apostólica y de derecho pontificio, fundada por la condesa italiana Emilia Freschi, en la ciudad de Udine, en 1705. A las religiosas de este instituto se les conoce como hermanas del Rosario o simplemente como rosarias.

## Historia
La condesa de Emilia Freschi de Udine fundó en 1705 un monasterio de terciarias dominicas en dicha ciudad. Sin embargo, desde sus orígenes desempeñaron labores apostólicas, siendo una cosa excepcional en la época, puesto que las mujeres podían optar solo a la vida contemplativa o a la consagración en sus casas paternas. De esa manera, Freschi consiguió poder llevar a cabo una especie de vía media entre contemplación y actividad, asumiendo el monasterio como una obra secular y no religiosa, con la atención de las niñas huérfanas que llegaban al monasterio. Para poder mantener esta situación la fundadora se sirvió de la ayuda del sacerdote oratoriano Giuseppe Filippo Renati, quien logró mantener a las autoridades eclesiásticas alejadas de la idea de supresión del instituto o intentos de reclusión claustral. Luego de la muerte de la fundadora (1749), el instituto fue conocido como Terciarias Dominicas de Emilia Freschi.
Durante el gobierno de Maria Dolores Bargagna, en 1925, las terciarias dominicas cambiaron la secularidad y se convirtieron en un instituto religioso, recibiendo la aprobación diocesana de parte del obispo de Udine, con el nombre de Congregación de Hermanas de la Beata Virgen María Reina del Santísimo Rosario. Esto permitió que el instituto conociese, durante ese periodo, una expansión por el territorio italiano. La aprobación pontificia la recibieron en 1943 y la definitiva en 1950. En 1966, se unió al instituto, la Congregación de las Hijas del Santísimo Sacramento

## Organización
La Congregación es un instituto religioso centralizado, cuyo gobierno lo desempeña la superiora general, coadyuvada por su consejo. La casa general se encuentra en Udine (Italia).
Las hermanas del Rosario se dedican a la educación y formación cristiana de la juventud y a la atención de niñas abandonadas en sus orfanatos. En 2015, el instituto contaba con unas 67 religiosas y 8 comunidades, presentes solo en Italia.